# Rhinland
Rhinland (højtysk: Rheinland; ripuarisk: Rhingland) var en region i det vestlige Tyskland. Rhinland lå på begge sider af floden Rhinen, og ligger i dag i de tyske delstater Rheinland-Pfalz og Nordrhein-Westfalen.
Rheinland var en preussisk provins. Den blev oprettet i 1822 af to preussiske provinser: det tidligere hertugdømme Jülich-Kleve-Berg og storhertugdømmet Niederrhein. Efter første verdenskrig blev Saarland udskilt fra Rheinland og kom under fransk administration. Samtidig blev dele af Rheinland overtaget af Belgien.
I mellemkrigstiden skulle Rheinland ifølge Versailles-traktaten være en demilitariseret zone. Den 7. marts 1936 ignorerede Hitler traktaten og sendte tyske styrker ind i området.
I 1946 fik Rheinland efter anden verdenskrig den nutidige administrative inddeling og blev delt mellem Rheinland-Pfalz og Nordrhein-Westfalen.
Nogle af største byer i Rheinland er Aachen, Bonn, Köln, Duisburg, Düsseldorf, Essen, Koblenz, Krefeld, Leverkusen, Mainz, Mönchengladbach, Mülheim an der Ruhr, Oberhausen, Remscheid, Solingen, Trier og Wuppertal.
50°16′37″N 6°51′39″Ø / 50.276989°N 6.860735°Ø